# Lilium humboldtii

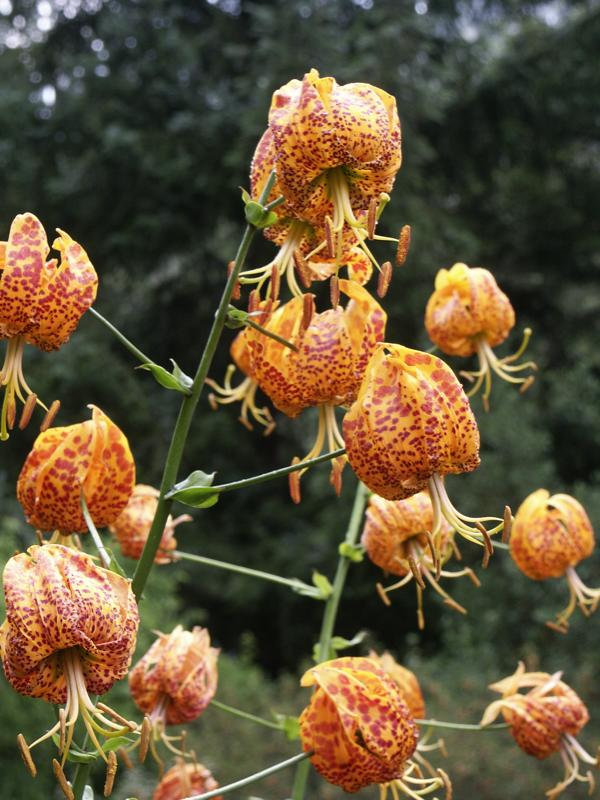
Lilium humboldtii.

Lilium humboldtii é uma espécie de lírio. A planta é endêmica da Califórnia. O seu nome é uma homenagem ao naturalista e explorador Alexander von Humboldt, que foi o primeiro a descobrir esta espécie no South High Cascade Range, Sierra Nevada, no sudoeste da Califórnia.